# Torshaug idrettsforening
Torshaug idrettsforening (Torshaug IF) var en sports-klub i bydelen Sagene i Oslo. Klubben blev etableret 30. juni 1909.
Atletik er den største sport i klubben, men i perioder har der også været fodbold, boksning, brydning og cykling. I 1914 fusionerede klubben med Bjølsen IF.
Fra 1926 havde klubben adgang til Sagene gymnastikksal som trænings-lokale for boksning. Dette gjorde at klubben de efterfølgende år satsede mere på boksning, og klubben havde også en række norgesmestre indenfor atletik og boksning.
Blandt klubbens mest kendte boksere er Felix Dobbertin og Aage Andersen, mens det indenfor atletik er Charles Hoff og Thorvald Minde. Torshaug IF ophørte formelt den 10. juni 1999, efter at der har været minimal aktivitet i klubben siden 1960'erne.